# ヴォルフガング・クレメント

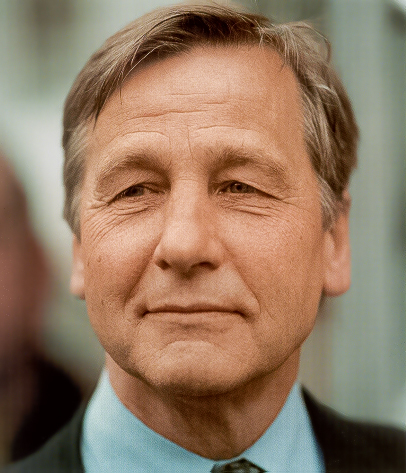
ヴォルフガング・クレメント（2004年12月）

ヴォルフガング・クレメント（Wolfgang Clement, 1940年7月24日 - 2020年9月27日）は、ドイツの政治家。所属政党はドイツ社会民主党 (SPD)。ノルトライン＝ヴェストファーレン州首相（1998年 - 2002年）、次いでゲアハルト・シュレーダー内閣で経済・労働大臣（2002年 - 2005年）を歴任した。

## 経歴

### ジャーナリストから州首相に
ノルトライン＝ヴェストファーレン州ボーフム生まれ。アビトゥーア合格後、ドルトムントの『ヴェストフェリッシャー・ルントシャウ』(Westfälischer Rundschau) 紙で働いた後にミュンスター大学で法学を学び、1965年に第一次法曹試験に合格。司法修習生となりマールブルク大学で助手を務めてから1968年に再び『ヴェストフェリッシャー・ルントシャウ』で政治部記者として勤務し、政治部長ついで副編集長を務めた。
1970年に SPD に入党。新聞社勤務後の1981年から1986年まで SPD 連邦幹事会報道官、1985年から翌年まで党連邦事務局副局長を務めた。1986年から『ハンブルガー・モルゲンポスト』(Hamburger Morgenpost) 紙に転じて編集長を務めていたが、1989年にノルトライン＝ヴェストファーレン州首相のヨハネス・ラウに招聘され、州首相官房長に就任した。1990年の州議会選挙後、州の特命大臣に就任。1993年、繰り上がりでノルトライン＝ヴェストファーレン州議会議員となり、1995年の州議会選挙後、経済・中小企業・技術・交通相に就任した。
1996年から SPD の州副代表を務め「ラウの皇太子」と呼ばれていたクレメントは、ラウの勇退（翌年連邦大統領に就任）を受けて1998年5月27日にノルトライン＝ヴェストファーレン州首相に選出された。就任直後の6月17日、州の司法省と内務省を統合すると発表したが、野党や法律家の専門家から「権力分散の原則に反する」として激しく批判された。翌年州憲法裁判所はこの決定を違憲と裁定した。クレメントはなおもこの案に固執したが、連立を組む同盟90/緑の党（緑の党）の圧力によりあきらめざるを得なくなった。1999年から SPD 副党首に就任。2000年の州議会選挙で SPD は得票率 42.8 % とやや減らしたものの、緑の党との連立で政権を維持した。しかし緑の党とは州の伝統的産業である石炭採掘の継続や産業振興計画をめぐって対立することが多かった。任期中は閣僚に企業との癒着疑惑が持ち上がったほか、クレメント自身も首相府移転に絡んだ癒着疑惑を持たれた。

### 経済・労働大臣
2002年のドイツ連邦議会選挙後、議席を減らして求心力を弱めた連邦首相のゲアハルト・シュレーダーの求めに応じ、10月21日にノルトライン＝ヴェストファーレン州首相（および州議会議員）を辞任、第二次シュレーダー内閣に経済・労働相として入閣した。これは改革断行に苦しむシュレーダー内閣の目玉人事とされ、経済大臣と労働大臣を兼任するクレメントは「スーパー大臣」と呼ばれた。クレメントはここでも、飲料缶のデポジット制導入、将来の原子力発電所全廃、京都議定書で定められた温室効果ガスの排出権取引導入などをめぐり、緑の党所属の環境相ユルゲン・トリッティンとの困難な調整に取り組まなくてはならなかった。新自由主義的と批判され閣僚も多くが難色を示したシュレーダー内閣の改革案「アゲンダ2010」にも、クレメントは積極的な賛意を示した。
「アゲンダ2010」が不評でシュレーダー内閣が何度も退陣要求を突きつけられたとき、後継の首相としてクレメントの名が取りざたされたこともあった。東欧革命時の東ドイツでのデモに倣った「月曜デモ」（社会保障削減反対デモ）をクレメントが「歴史の悪用」と評した際に激しく非難されるなど、シュレーダー内閣でも目立った存在だった。2005年8月に経済労働省が作製したパンフレットで、クレメントが寄せた前文で社会保障について「寄生」という言葉が使われていたことが大衆紙によって広く報道されたため、失業者団体や（当時は政党連合の）左翼党などから激しく攻撃された。同時期のテレビ出演でも、社会保障受給を寄生者とも取れる発言をして批判を浴びた。この年9月の選挙結果を受けてシュレーダー政権が退陣したため、クレメントは大臣職から離れた。

### 離党
大臣退任後は主に RWE などエネルギー産業、情報産業の企業などで監査役や顧問を務めている。また大臣時代に人材派遣業の規制を緩和した縁で、人材派遣会社の監査を経て、アデコ労働研究所代表も務めているが、企業との癒着ではないかと批判されている。2007年10月からデュースブルク＝エッセン大学の NRW スクール・オブ・ガバナンス (NRW School of Governance) で客員教授に就任。
2008年1月のヘッセン州議会選挙で、当時の SPD 党首で左回帰したクルト・ベックの方針を公然と批判し、また SPD の候補が掲げた原発全廃・石炭採掘停止といったエネルギー政策が現実的ではないと発言した。これについては RWE などエネルギー産業界の意志を代弁しただけという批判を受けたほか、かつての閣僚ペーター・シュトルック連邦議会幹事長などはクレメントの SPD からの除名を口にし、クレメントは党紀委員会にかけられた。除名こそ免れたものの、クレメントは11月に自ら離党し、その理由として左翼党との接近や SPD の経済政策を挙げた。
2009年ドイツ連邦議会選挙の際は、自分の住む小選挙区（ボン選挙区）ではギド・ヴェスターヴェレに投じると発言し、また自由民主党 (FDP) がドイツで唯一の進歩的な政党だとして支持を表明している。

## 人物
夫人との間に五女がある。ボーフム大学より名誉博士号を受けている。
ドイツ・ビール協会から「ビール大使」に任命された2003年4月24日、ケルンで催されたビールの早飲み競争に飛び入り参加して優勝した。早飲み競争はビールの関連行事の一プログラムとして行われ、クレメントは地元名産のビール「ケルシュ」200ミリリットルを1.5秒で飲み干した。